# Lőrinci (Románia)
Lőrinci (románul: Leorința) falu Romániában, Maros megyében.
1956 előtt Mezőgerebenes része volt. A népessége a kiváláskor még 410 fő volt, ami 2002-re 135-re csökkent.